# Chroniosaurus
Genre
Espèces de rang inférieur
- † Chroniosaurus dongunensis Tverdochlebova, 1972, espèce type
- † Chroniosaurus levis  Golubev, 1998

Chroniosaurus est un genre éteint d’amphibiens reptiliomorphes de la famille des Chroniosuchidae. Il a vécu au cours du Permien supérieur et a été découvert dans les régions de Novgorod, Orenbourg et Vologda en Russie
Il a d'abord été nommé par Tverdokhlebova en 1972 et l'espèce type est Chroniosaurus dongusensis.